# ريتشي روبنسون
ريتشي روبنسون (8 يونيو 1946 في أستراليا - ) (بالإنجليزية: Richie Robinson)‏ هو لاعب كريكت أسترالي.

## وصلات خارجية
- ريتشي روبنسون على موقع إي آس بي آن كريك إنفو (الإنجليزية)